# Починно-Сопкинское сельское поселение
Починно-Сопкинское сельское поселение — упразднённое с 12 апреля 2010 года муниципальное образование в Боровичском районе Новгородской области России.
Административным центром была деревня Починная Сопка.
Территория прежнего сельского поселения расположена в 25 км к востоку от города Боровичи; по этой территории проходит участок автодороги Р8 (Боровичи — Пестово).
Починно-Сопкинское сельское поселение было образовано в соответствии с законом Новгородской области от 11 ноября 2005 года № 559-ОЗ, в соответствии с областным законом № 715-ОЗ, с апреля 2010 года сельское поселение объединено с также упразднённым Перёдским во вновь образованное Перёдское сельское поселение с административным центром в деревне Перёдки.

## Населённые пункты
На территории сельского поселения были расположены деревни: Валугино, Виловатая Горка, Засыпенье, Карманово, Кононово, Короваево, Котово, Красная Гора, Машкино, Мышлячье, Пальцево, Починная Сопка, Тельбовичи, Шастово, Шедомицы.